# Petronella van Woensel
Petronella van Woensel née le 14 mai 1785 à Raalte et morte le 12 novembre 1839 à La Haye est une artiste peintre hollandaise.

## Biographie

### Jeunesse et éducation
Petronella van Woensel est l'aînée d'une famille aisée de quatre enfants dont le père est Joan van Woensel (1740-1816) contre-amiral et la mère est Anna Helena Kaupe (1758-1791). Celle-ci meurt alors que Petronella van Woensel est âgée de six ans. 
Petronella van Woensel est l'élève des peintres de fleurs Georgius Jacobus Johannes van Os et Jan van Os. Elle se lie d'amitié avec Maria Margaretha van Os, la fille de ce dernier.   
L'aisance financière de sa famille lui permet de vivre de son art.  

### Carrière artistique
Petronella van Woensel est connue pour ses natures mortes florales. En 1822, elle est membre honoraire de la Académie royale des beaux-arts d'Amsterdam. Elle travaille essentiellement depuis La Haye et vit brièvement à Bruxelles en 1822 et à Anvers en 1826. 
Van Woensel travaille à la constitution d'une clientèle et fait appel, entre autres, au marchand d'art d'Amsterdam Jeronimo de Vries. 
Elle meurt dans les bras de sa meilleure amie et collègue, Maria Margaretha van Os. 

Œuvres de Petronella van Woensel
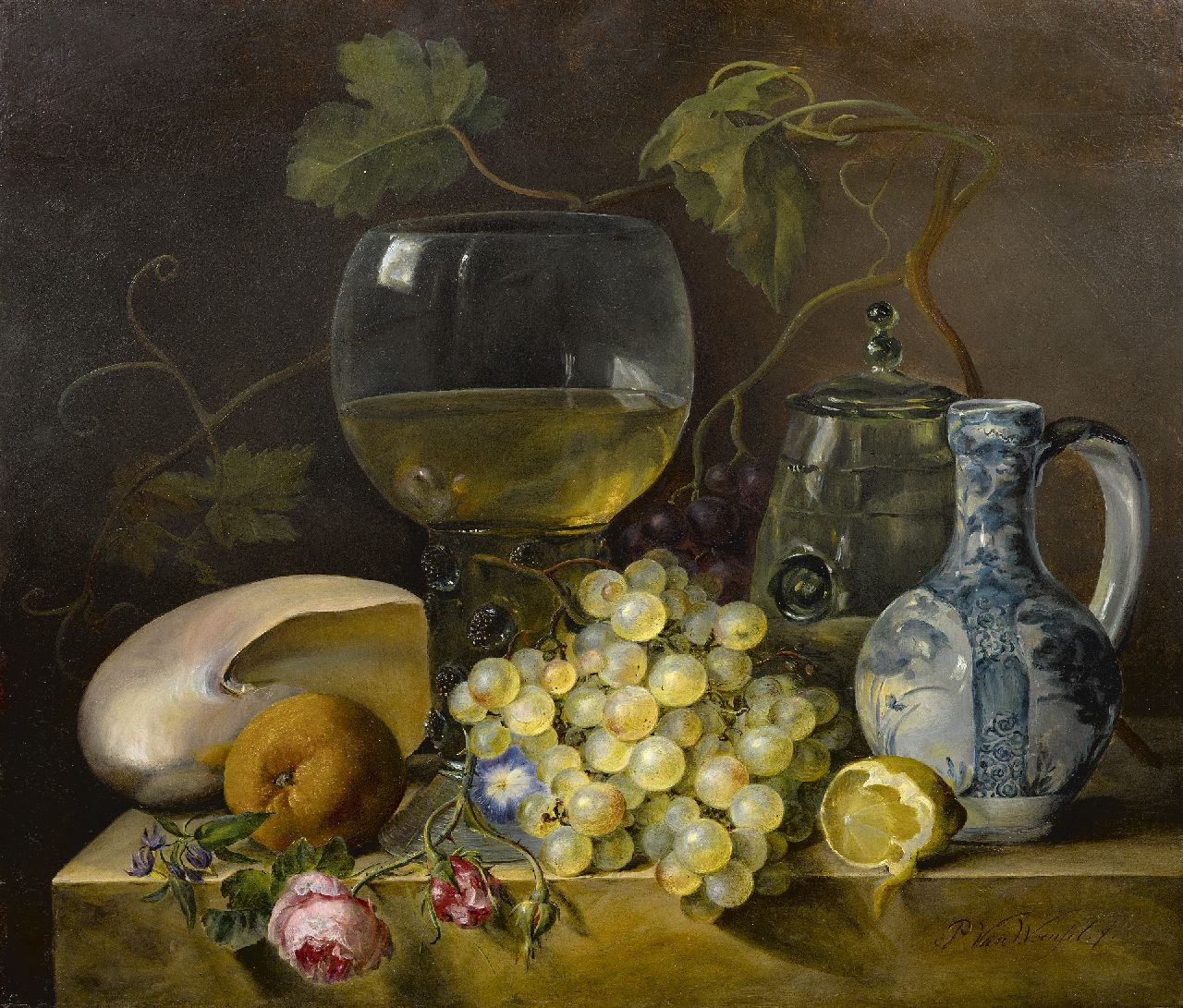
Nature morte au rhum, coquillage et raisins
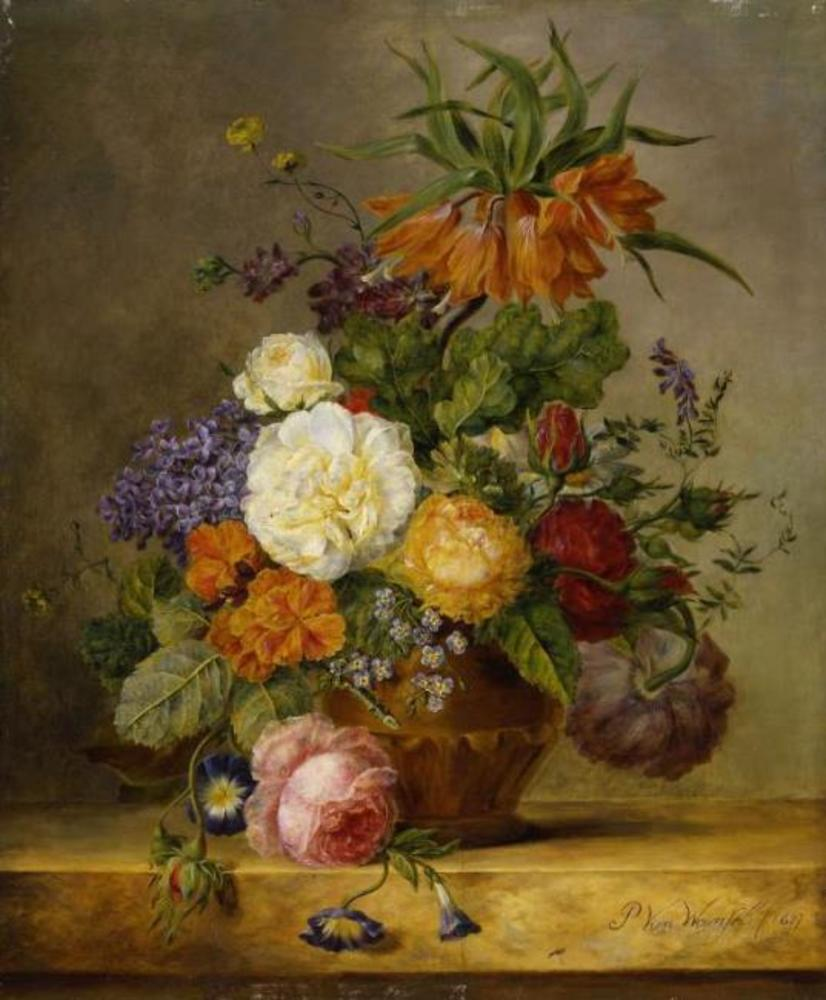
Un vase avec des fleurs sur un socle (1827), Fitzwilliam Museum
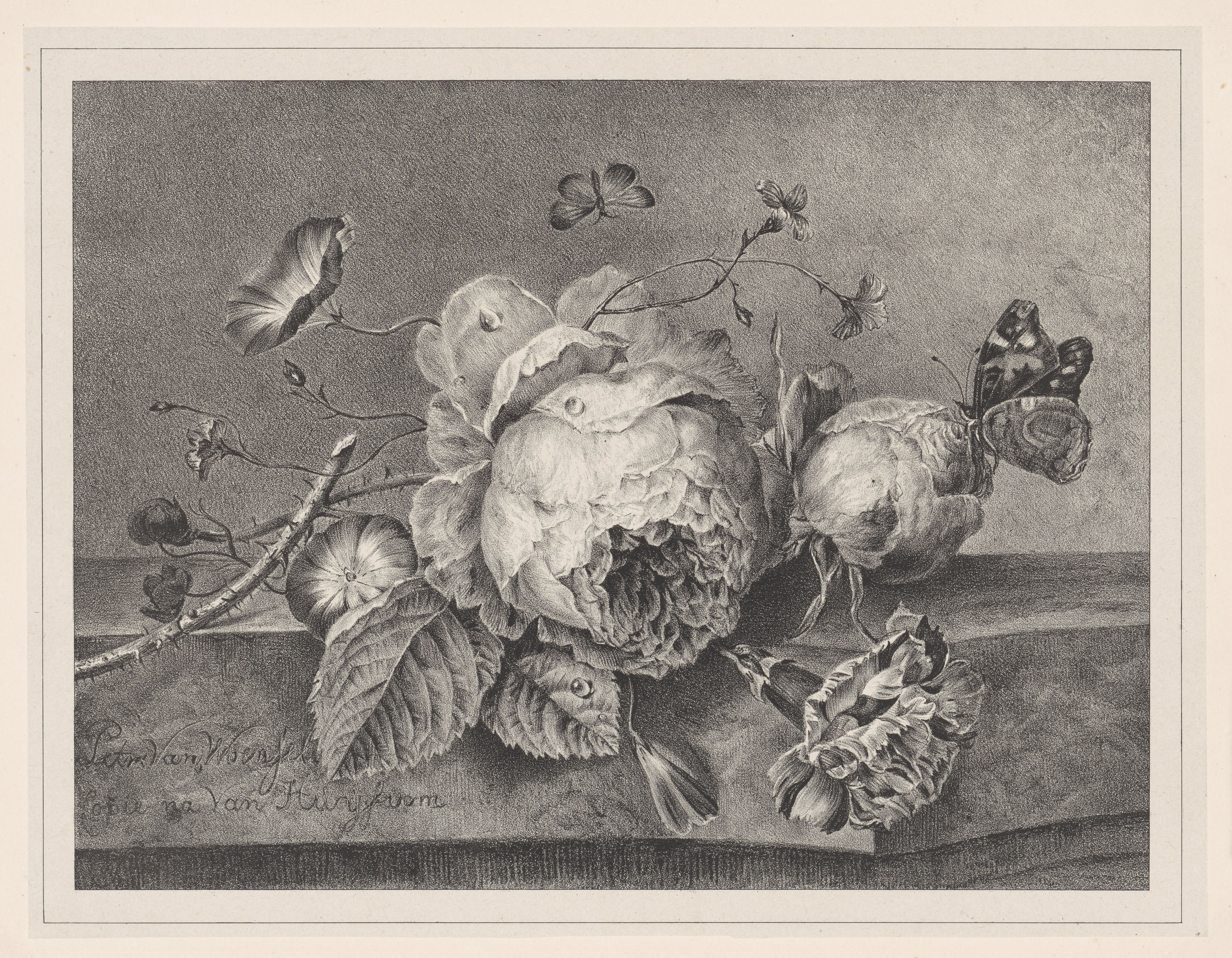
Nature morte aux fleurs sur un plateau en marbre, Rijksmuseum Amsterdam
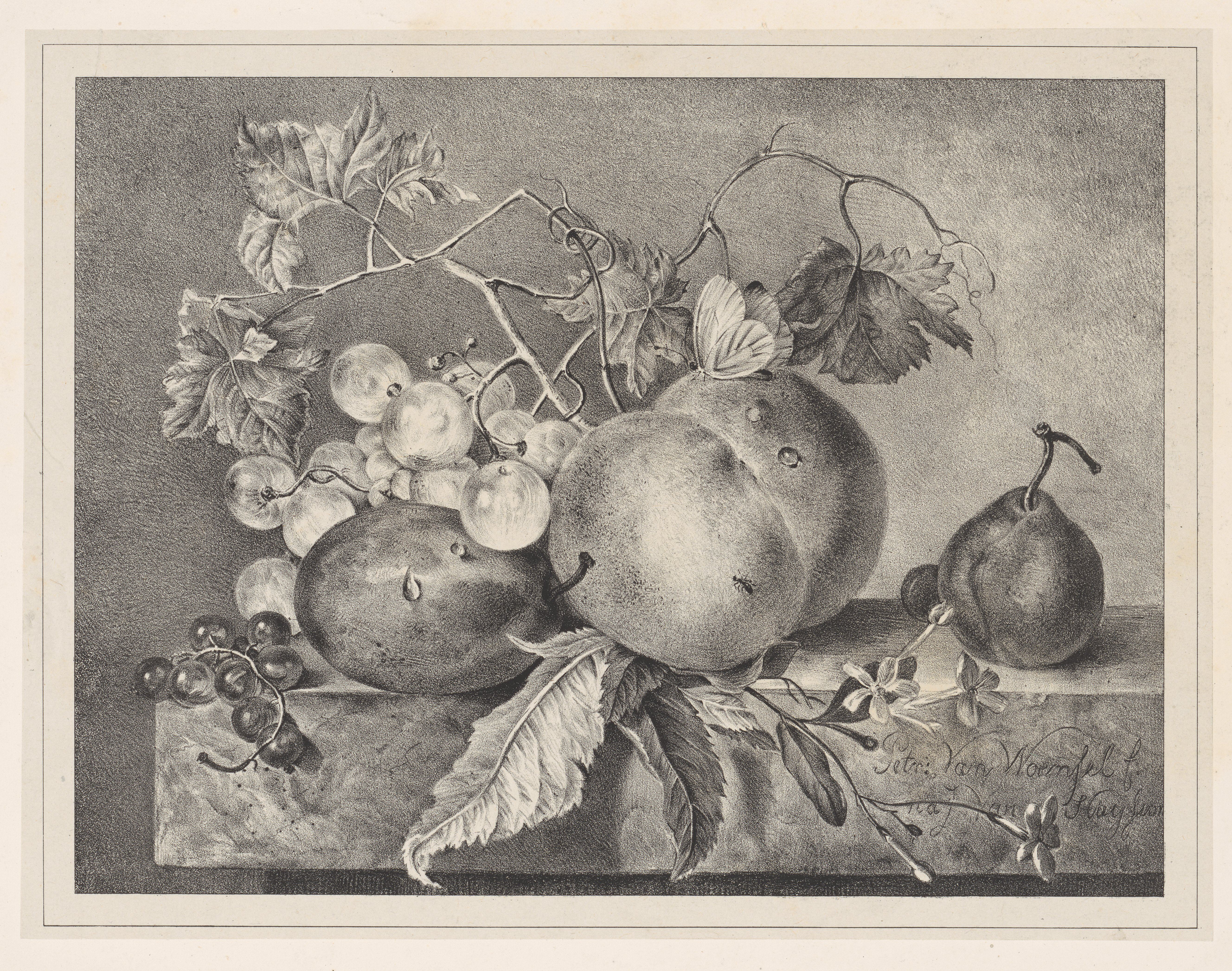
Nature morte aux fruits sur un plateau en marbre, Rijksmuseum Amsterdam